# Allén del Hoyo
Allén del Hoyo es una población del municipio de Valderredible (Cantabria, España). En ocasiones se la ha denominado incorrectamente como Allende el Hoyo. Situada en la margen izquierda del río Carrales y regada, por la parte opuesta, por el riachuelo Presa, está a 875 m s. n. m. y dista 25 km de la capital municipal, Polientes. Limita al norte con Soto de Rucandio, al este con Espinosa de Bricia y Cuesta de Lita, al sur con la Serna y al oeste con Cejancas. En el año 2024 contaba con una población de 5 habitantes (INE).

## Paisaje y naturaleza
La especial ubicación del caserío de Allén del Hoyo en un altozano permite una perfecta visión de toda la zona de Bricia con el Pico Castro y el Alto de La Muela como testigos. Las colinas circundantes están pobladas de buenos ejemplares de roble albar inmediatos a las espesuras del Monte Hijedo del que algún día formaron parte.

## Historia
Sus orígenes se remontan al menos a la Edad Media como atestiguan los restos románicos de la iglesia patronal y las referencias escritas existentes. En el Libro de las Behetrías de Castilla (siglo XIV) es mencionado como Lon del Hoyo, en la merindad de Aguilar de Campoo.

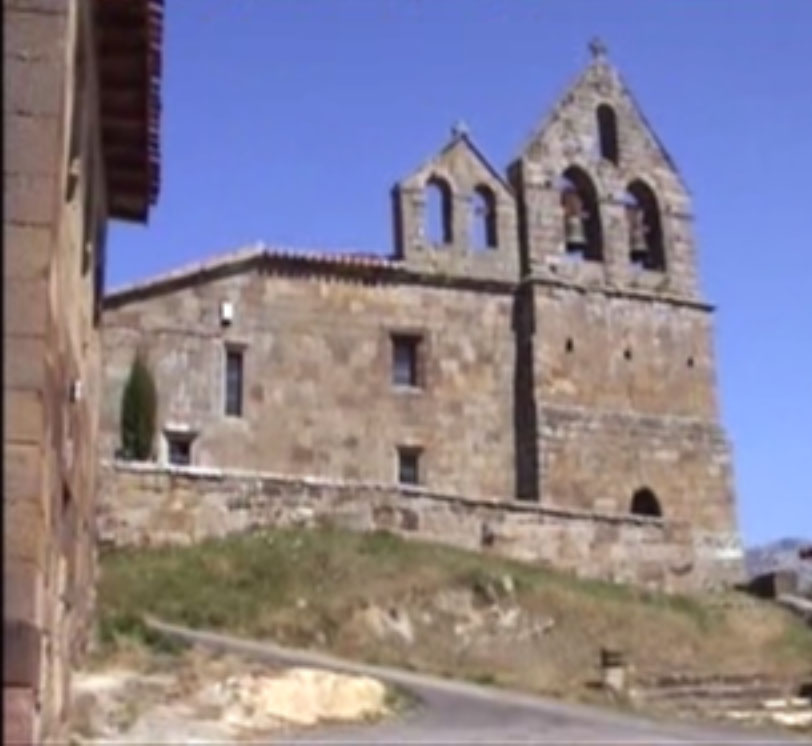
Iglesia de Santa Marina.

Hasta el siglo XIX perteneció al partido de Reinosa y la provincia de Palencia. El 1 de mayo de 1956 se incorporó a la diócesis de Santander, al arciprestazgo de Santa Cruz, procedente de la archidiócesis de Burgos.

## Economía
La actividad agrícola y ganadera suponen la principal fuente de riqueza de la población. Posee la única denominación de origen dedicada a las patatas en España, baraca, caracterizada por su forma peculiar.

## Patrimonio histórico
Se conserva uno de los mejores conjuntos de arquitectura rural del sur de Cantabria con alineaciones de casas de solana elevada siguiendo el esquema de las construcciones del norte de Burgos, que no han perdido la riqueza cromática en puertas, ventanas y balaustres de las balconadas.
Su iglesia de Santa Marina extraña a primera vista por su doble espadaña por el volumen cerrado del muro del hastial. Se levanta en estilo gótico tardío aunque recibe posteriores reformas en el siglo XVIII

## Personajes nacidos en Allén del Hoyo

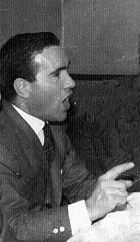
Melitón Cuesta en un acto.

Melitón Cuesta, nacido en 1934, fue el primer titulado superior nacido en Allén del Hoyo. Obtuvo el título de Doctor Ingeniero Industrial tras cursar sus estudios en las escuelas de ingenieros industriales de Bilbao y Madrid.
Desarrolló su carrera profesional en Cenemesa y Westinghouse en las que ocupó primero la jefatura de los departamentos de Planificación y Mantenimiento y después la de Ingeniería Técnica Comercial. Bajo su supervisión y dirección se diseñaron motores para la industria, destacando más de 1700 para trenes de laminación de ENSIDESA, 300 para grúas de Altos Hornos de Vizcaya y otras empresas, 700 para Altos Hornos del Mediterráneo así como para otros sectores (RENFE, Metro de Madrid, Metro de Barcelona, Boetticher y Navarro ...). Posteriormente se dedicó a funciones comerciales que le llevaron a trabajar en Estados Unidos, Canadá, Colombia, Venezuela, Bélgica y Francia.
Además se dedicó a la docencia, impartiendo clases en academias privadas, el Instituto de Enseñanza Media Nuestra Señora de Montesclaros (Reinosa) y en la Escuela Técnica Superior de Ingenieros Industriales (Madrid).
En los años 1970 realizó las gestiones con el Ministerio de Obras Públicas que permitieron la construcción de la carretera que comunica Allén del Hoyo con Quintanilla de Rucandio y con Montejo de Bricia.

## Galería
|                                             |
| Procesión por las calles de Allén del Hoyo. |

|                         |
| Calle de Allén del Hoyo |

|                   |
| Visita del obispo |

|                                            |
| Visita del obispo. Reunión con los vecinos |

## Familias
Árboles genealógicos de familias de Allén del Hoyo:

Árbol genealógico de la familia Cuesta

Árbol genealógico de la familia Saiz